# Karl Karlsson
Karl Cläes Zacharias Karlsson (ur. 16 listopada 1887, zm. 8 kwietnia 1964) – szwedzki zapaśnik walczący w stylu klasycznym. Olimpijczyk ze Sztokholmu 1912, gdzie zajął 24. miejsce w wadze piórkowej.

## Letnie Igrzyska Olimpijskie 1912
| Konkurencja          | Rundy eliminacyjne       | Rundy eliminacyjne    | Klas. końcowa |
| Konkurencja          | Przeciwnik I             | Przeciwnik II         | Miejsce       |
| -------------------- | ------------------------ | --------------------- | ------------- |
| 60 kg styl klasyczny | Pawieł Pawłowicz (RUS) P | Josef Beránek (CZE) P | 24.           |